# Alchemilla racemulosa
Alchemilla racemulosa es una especie de planta del género Alchemilla, perteneciente a la familia Rosaceae.

## Taxonomía
Alchemilla racemulosa fue descrita por Robert Buser en 1893.

## Distribución
Se encuentra en el territorio de Austria, Francia, Alemania, noroeste de la península Balcánica y Suiza.